# أندرو ميلر (لاعب كرة قدم)
أندرو ميلر (بالإنجليزية: Andrew Miller)‏ هو لاعب كرة قدم بريطاني (وحمل سابقاً جنسية المملكة المتحدة لبريطانيا العظمى وأيرلندا) في مركز الهجوم، ولد في 27 فبراير 1899 في المملكة المتحدة. لعب مع نادي دمبرتون ونادي سلتيك ونوتينغهام فورست وBo'ness F.C. ‏.

## وصلات خارجية
- أندرو ميلر على موقع قاعدة بيانات كرة القدم.إي يو (الإنجليزية)
- أندرو ميلر على موقع قاعدة بيانات كرة القدم.إي يو (الإنجليزية)